# 自由党 (巴拉圭)
自由党（西班牙語：Partido Liberal），通称蓝党（Partido Azul），是巴拉圭历史上的一个政党，曾在1904年－1940年执政。
自由党创建于1887年，与红党一样，代表地主和中产阶级商人的利益。该党于1942年解散，红党成为唯一政党。
自由党继续存在于国外，在1963年更新集团派系回到这个国家，成为斯特罗斯纳总统的“官方”反对党，这造成了党内的分裂，其中一些党员另外组成了激进自由党。
在1963年大选中，该党候选人埃内斯托·加维朗（Ernesto Gavilan）获得7.7%的选票和21个议席。此后影响力下降，沦为小党。